# Willy Maywald
Willy Maywald (15. srpna 1907 v Kleve – 21. května 1985 v Paříži) byl německý fotograf. Pracoval převážně v Paříži, fotografoval módu pro Christiana Diora a portrétoval mnoho známých umělců.

## Život
Willy Maywald vyrůstal v Kleve a navštěvoval od 1928 do 1931 berlínskou „Kunstschule des Westens“. Poté odešel do Paříže, kde se roku 1933 osamostatnil a zpočátku nabízel své práce ilustrovaným časopisům. Dělal reportáže o domě Vicenta van Gogha a zahradě Claude Moneta. Přátelil se s mnoha umělci, které také portrétoval. Jeho práce se řadí k umělecké avantgardě.
Fotografie Edwarda Steichena pro časopis Vanity Fair mu byly inspirací ke kariéře módního fotografa, tu ale přerušila druhá světová válka. Uprchl do Švýcarska, kde žil v rodině faráře a přečkal válečná léta. Roku 1946 se vrátil do Paříže a v blízkosti Montparnassu si otevřel v roce 1961 galerii. Fotografoval pro Christiana Diora a další módní tvůrce. Jeho fotografie a reportáže budily mezinárodní pozornost. V pařížském Musée de la Mode měl roku 1986 pozoruhodnou samostatnou výstavu „Willy Maywald et la mode“. Byl nazýván „mistrem pózy“.
V roce 1946 se u něho zaučovala fotografka Sabine Weiss.

## Umění

### Módní fotografie
Maywald pracoval mimo jiné pro tyto módní tvůrce: Christian Dior a Pierre Balmain, Jacques Fath a Jeanne Paquin. Jeho fotografie byly považovány za „diskrétní eleganci“, část jich vznikla v přepychových interiérech a před drahými luxusními auty, část pod širým nebem, na ulicích a v kavárnách Paříže nebo před výlohou antikvariátu. Jeho umění, někdy představující bizarní protiklad pozadí a stylizovaných modelů, se řadí k umění nového realismu (Nouveau Réalisme). Jeho snímky byly zveřejňovány v časopisech jako Vogue a Harper’s Bazaar.

### Portrétní fotografie
Portréty vytvořené Maywaldem došly velkého uznání; ovládal práci s denním i umělým světlem. Ve své knize Portrét a ateliér (1958) představuje například portréty těchto osobností: Hans Arp, Georges Braque, Marc Chagall, Le Corbusier, Fernand Léger, Joan Miró, Georges Rouault a Maurice Utrillo. Ve svém životopise líčí, jak rozdílně vycházeli umělci s fotografem: Henri Matisse povolil pouze jeden snímek, ateliér Pabla Picassa mu byl k dispozici kdykoli. Mezi mnoha fotografiemi umělců lze nalézt portréty zpěvačky skupiny The Velvet Underground Nico, herce Jean-Louis Barraulta a spisovatele a režiséra Jeana Cocteaua.

### Ostatní práce
Méně známé jsou jeho další práce, například snímek „Den praní“ (1930), venkovská scéna z dolního Rýna. Muzeum Kurhaus v Kleve vlastní mnoho fotografií, na nichž zachytil toto město před válkou i po ní. Sbírka představuje zajímavou dokumentaci vývoje obrazu města v obou těchto časových úsecích. Roku 1958 zachytil vznik dubového kříže vytvořeného Josephem Beuysem a brány pro „Památník padlým ve druhé světové válce“ ve Starém kostele ve městě Meerbusch-Büderich.

### Člověk v Maywaldově fotografickém umění
Kromě fotografií z Kleve je v centru pozornosti vždy člověk. „Přibližoval se k němu diskrétně, bez technických pomůcek. Halil portrétované do tajemného světla, použitím výrazu a grafického kontrastu vytvářel přechod mezi realitou a snem. Jeho kompozice jsou jasné a harmonické, současně ale plné dynamiky a poetických narážek.“

## Výstavy
- 2007/2008: Städtisches Museum Haus Koekkoek, Kleve
- 2007: Musée Carnavalet, Paříž
- 2006: Luhring Augustine Gallery, New York City
- 2006: Galerie Sylvain Di Maria, Paříž
- 2005: Hamburger Kunsthalle
- 2004: Museu Metropolitano de Arte, Curitiba (Brazílie)
- 2004: Lentos Kunstmuseum, Linz (Rakousko)
- 2004: Museum Schloss Moyland, Bedburg-Hau
- 1995: Museum Kurhaus Kleve

### Knihy a výstavní katalogy
- Willy Maywald – Glanz und Eleganz. Boss Verlag, Kleve 2008. ISBN 978-3894132712
- Le Pari(s) de la creation. Photographies 1931–1955. Musée Carnavalet – Histoire de Paris. Paris Musées, Paris 2007. ISBN 978-2-7596-0001-4
- Fotos vom Niederrhein. Städtisches Museum Haus Koekkoek, Kleve 1992
- Die Splitter des Spiegels. Eine illustrierte Autobiographie. Schirmer-Mosel, München 1985. ISBN 3-88814-165-6
- Kleve, Burg und Stadt unter dem Schwan. Boss, Kleve 1959
- Portrait und Atelier. Photos. Arp, Braque, Chagall, Le Corbusier, Laurens, Léger, Matisse, Miró, Picasso, Rouault, Utrillo, Villon. Die Arche, Zürich 1958